# Nils Janson
Nils Janson (Sandviken, 10 mei 1978) is een Zweedse jazz-trompettist en componist, die ook in de popmuziek, rockmuziek en latin actief is.
Janson begon op zijn negende trompet te spelen en speelde in enkele jeugd-bigbands. Hij studeerde aan Skurups folkhögskola en vier jaar aan Kungliga Musikhögskolan. Tijdens zijn tijd aan het conservatorium speelde en toerde hij met de band van Fredrik Norén. Tevens toerde hij met de rockgroep Mando Diao. Hij speelde met onder meer Stockholm Jazz Orchestra, Tomas Rusiak en de bands van Klas Lindquist en Linus Lindblom. Tegenwoordig heeft hij een eigen kwartet en speelt hij met de groep 'City Nights'. Ook is hij actief in onder meer enkele grote orkesten (zoals het orkest van Ann-Sofi Söderqvist en Ekdahl/Bagge Big Band). Buiten de jazz speelt hij bijvoorbeeld in Calle Real. Janson heeft twee platen op zijn naam staan (2015).

## Discografie
- Debut, Found You Recordings, 2008
- Excavation, Found You Recordings, 2010

- Gemeinsame Normdatei: 114333907X
- MusicBrainz: b10ead1a-9b75-4b3f-893d-972987565d1a
- Virtual International Authority File: 357151052058533530001
- WorldCat: E39PBJfmtVFRHP73HQf9HHhfv3